# (706) Hirundo
(706) Hirundo – planetoida z pasa głównego asteroid okrążająca Słońce w ciągu 4 lat i 185 dni w średniej odległości 2,73 au. Została odkryta 9 października 1910 roku w Landessternwarte Heidelberg-Königstuhl w Heidelbergu przez Josepha Helffricha. Nazwa planetoidy wywodzi się od łacińskiego słowa hirundo, oznaczającego jaskółkę. Przed jej nadaniem planetoida nosiła oznaczenie tymczasowe (706) 1910 KX.